# Poeta Margarida
Manoel de Almeida Coelho Margarida ou Poeta Margarida foi um poeta português errante, um glosador, famoso por sua versatilidade e facilidade em compor de improviso suas poesias sobre os mais variados assuntos e temas, ou, segundo os motes que lhe eram propostos e, segundo o que o mesmo dizia, ele não era um repentista e sim um glosador.

## Biografia
Manoel, nasceu na vila e freguesia de Macieira de Cambra, no distrito de Aveiro, em Portugal, aos 7 de julho de 1829, filho de uma família que vivia na mais extrema pobreza. Seus pais residiam nas proximidades de Valgalhardo, onde seu pai ganhava a vida como serviçal, o que valia um soldo de quatro vinténs diários e sua mãe, uma tecelã [ou tecedeira], ganhava dois vinténs. Sobre esses primeiros anos de vida e sobre sua progenitora, uma "honrada e trabalhadeira aldeã", o poeta diria o seguinte:

"Nas carquejas e cascalhos - Essa mártir deu-me a luz

Lá vi a primeira vez - Das estrelas os fulgores,

Tendo por cama carquejas, - Pinheiros por cobertores."

### Infância emPortugal
Quando morreram seus pais, Manoel, ainda nos primeiros anos de vida, "...começou a carecer da proteção de estranhos de quem vinha o pão" para a sua subsistência e que, malfadada sorte, fora o que o "...alimentou até a morte." Manoel, órfão foi obrigado a trabalhar no pastoreio de burros e, desde essa idade, circunstanciado pelas necessidades de suas funções de pastor e dos ofícios da criadagem, fora privado dos estudos, de tempo livre e de quaisquer forma de aprendizado uma vez que, por esta mesma época, então contando dez anos, perdia ele também o seu preceptor, o mestre de letras "...de quem recebera as primeiras noções de leitura."
Se por um lado lhe faltasse instrução e tempo livre por outro a sede de aprendizado não lhe fora subtraída e assim é que "aquele gênio furtava, às vezes, o tempo para estudar na estrebaria enquanto não vinham os burros, servindo-se de um tição." E o próprio poeta dizendo sobre esse tempo, assevera:

"E quando não vinham os burros - Sempre tinha por costume

Ler, soprando aos tições, - A queimar a testa ao lume." 

Ainda sobre seus primeiros anos de vida, infância e juventude, Carlos Borja Peixoto diz o seguinte:

“...ao contar cinco anos foi pastorear rebanhos: aos sete revelou-se nele uma vontade extraordinária de aprender a ler, porem não so as posses de seu pai não o permitiam, como também no lugar em que morava não havia pessoas aptas para, ensinar-lhe, á exceção de um cirurgião, a quem chamavam de sábio. A sua vontade heroica procurou vencer todos esses sérios embaraços. Conseguindo ganhar um livro, à noite pedia a seu pai algumas lições, o qual, fatigado do seu trabalho diurno, punha-se a dormir, e também era quase analfabeto. Não obstante todas essas dificuldades, todas essas insuperáveis barreiras, Margarida não desanimava. Aos domingos dava-lhe seu pai duas horas de descanso, tempo que aproveitava estudando Ao ver passar na rua qualquer pessoa, para ela se dirigia; pedindo que lhe ensinasse este ou aquele nome que ler não sabia. Este procedimento levou o povo daquele lugar a dizer que estava ficando idiota. Foi vencendo obstáculos de tal ordem, que hoje lê, posto que mal. Reconhecendo-se poeta, pela grande facilidade com que punha em versos os seus pensamentos, com que glosava o que lhe dava, que dar à luz da publicidade as poesias que então havia feitos. Mas de que modo, se escrever não sabia? Ainda esta dificuldade não constituiu barreira para tão extraordinária vontade. Arranca a pena de um pato e, preparando-a faz na areia um alfabeto especial, de que até hoje se serve.” (2)

### Primeira estadia no Brasil
Manoel veio para o Brasil e, radicando-se no Rio de Janeiro, depois de um curto período de permanência, retornou à pátria, "levando consigo a colossal fortuna de setecentos e vinte réis!..." ... Dos familiares que lhe restavam em Portugal, nenhum lhe fora simpático quando do retorno à pátria: "Nem a distância que o separava da família, nem esse rosário de sofrimentos de que tantos podem dar testemunho, nada minorou a antipatia com que o recebeu um único parente que lhe restava". A julgar pelo noticiado e pelo escrito de próprio punho, o poeta fora caluniado pelos próprios entes familiares:

"Eu lhe perdoo as calunias - Que contra mim se levantou..." 

## Segunda estadia no Brasil
O tempo de permanência em Portugal não é preciso, o que se sabe é que, mal recebido pelos familiares [e por outros motivos talvez], Manoel retorna ao Brasil, passa pelo Rio de Janeiro e, não muito depois, fixa sua residência definitivamente em Minas Gerais, na cidade de Mar de Espanha, onde se estabelece em um pequeno rancho e, para sua sobrevivência, trabalha como lavrador, cavouqueiro e biscateiro, ao mesmo tempo em que dedica-se à produção literária.
Sendo ele um analfabeto, tratou de criar o próprio um modo de registrar suas composições, inventou ele próprio um alfabeto rudimentar do qual servia-se para fazer suas composições e para, depois, repeti-las a quem pudesse transcrevê-las em alfabeto corrente.
Manoel já era grandemente conhecido na sociedade literária de então. Era convidado para eventos, encontros literários, festas e suas composições eram estampadas em vários periódicos de então. Como exemplo disso, em 1877, ele fora apresentado à importante Sociedade Ensaios Literários, no Rio de Janeiro, convidado para uma das seções literárias, pelo 2º secretário da mesma instituição, o Sr Camargo, ele glosou sobre o seguinte mote:
| “ | Os ensaios literários Folgam de o ver no seu seio - Após sofrimentos vários Pobre, em contínua lida, Viu o pobre Margarida Os Ensaios Literários; Cada um faz comentários Do que lê, segundo eu creio, De ilustres homens no meio Está um poeta sem estudos Mas outros homens sisudos Folgam de o ver em seu meio. | ” |

Manoel torna-se um incansável excursionista, um poeta errante. É ele quem publica e é ele quem divulga e vende suas composições poéticas. E foi graças à intervenção de amigos e apreciadores de seu trabalho que, em [1882]], tinha já editado seus três primeiros livros e tinha um quarto já em preparo, conforme atesta o periodista de "O Arauto de Minas", que o fora visitá-los, ele, a esposa e quatro filhos, em seu casebre, em Mar de Espanha, em retribuição à visita que o poeta fizera às oficinas do jornal quando compusera as poesias "Casa de Pedra", "Igreja de São Francisco" e "Igreja Matriz". Manoel viaja pelas cidades do Rio de Janeiro, como em 1880 quando se apresenta em Macuco. E, nos anos que se seguem, como o de 1882, ele se encontra em peregrinação pelas diversas cidades da Zona da Mata Mineira, como Juiz de Fora e também por Ouro Preto, São João Del Rei, etc.
Em Juiz de Fora, em visita os principais periódicos, participa de eventos e, chafurdando pelas ruas e comércios da cidade, faz uma interminável peregrinação à custa de vender seus livros. São essas as palavras do periodista de "O Pharol" no início de maio de 1882: "O Poeta Margarida a quem a natureza enriqueceu com uma admirável veia poética, durante os poucos dias que tem estado nesta cidade, fez diversas poesias... {...} ...Admira-se neste poeta, que não recebeu das academias ilustração alguma, nem manuseou livros dos grandes mestres, uma notável conexão de ideias, e o modo porque emprega certos termos com grande propriedade. Neste mesmo ano ele vai pra São João Del Rei e no ano seguinte 1883 retorna a Juiz de Fora.
Em fevereiro de 1885 ele se encontra no Rio de Janeiro, quando da entrega da comenda ao comendador A. Ribeiro jornais. na ocasião também presentes homens da sociedade e os periódicos O Paiz, Gazeta de Notícias, Folha Nova, e Gazeta da Tarde  Do Rio de Janeiro ele vai (em junho de 1885) para Desterro Tubarão, em visita a um de seus filhos. Permanece por pouco tempo na cidade, no mês seguinte (agosto) retorna ao Rio de Janeiro  buscando como destino o Sul de Minas. Passa pelo Vale do Paraíba, onde recente-se da má acolhida em Pindamonhangaba  e, seguindo sua viagem, vai para Caxambu (setembro de 1885) em busca de tratamentos médicos.
Em setembro de 1885, aos 56 anos, ele, viúvo pela segunda vez, deixando seus quatro filhos em Mar de Espanha, sob os cuidados ou favores de amigos, se encontra em Caxambu por conta de sua saúde extremamente debilitada. Seus quatro filhos permanecem em Mar de Espanha, os três filhos ficaram sob os cuidados do fazendeiro Marcelino José da Costa e a menina com os padrinhos. De sua estadia em Caxambu para tratamentos médicos, ainda que curta, ele serviu-se também para tratar de vender seus livros, pelos diversos pontos da região sul mineira como Rio Verde, Soledade, participou de atividades sociais, como o encontro com o amigo José Xavier Bastos e sua bengala emblemática, e o lançamento de seu "Poesias aquáticas, nas águas de Caxambu". O editorialista de "O Baependyano" assim se reporta ao Poeta Margarida: "...foi o "Leão da Moda"  durante o tempo em que esteve neste lugar..." 
No dia 24 de fevereiro de 1886, ele retorna a Juiz de Fora. Seu estado de saúde inspira cuidados urgentes, haja vista a nota que o periodista de "O Pharol" estampa naquele jornal: "Sem quase poder consigo, chegou anteontem a esta cidade o poeta Margarida, de quem recebemos o volume de suas poesias Aquáticas...", emendando a seguir, "o poeta Margarida vem valer-se da proteção do nosso público, sempre voltado à prática do bem.". e não passou-se muito, no início de junho daquele mesmo ano Manoel de Almeida Coelho Margarida, falecia, no distrito de Rio Pardo da Leopoldina (Argirita), "para onde se retirara em busca de melhoras para a sua saúde", vitimado, provavelmente das mesmas moléstias que o vinham acompanhando e que o haviam, ano anterior, levado a Caxambu para tratamentos médicos.

## Morte
Não resistindo às complicações de sua saúde, Manoel morre em 26 de junho de 1886, no Rio Pardo da Leopoldina. Vários periódicos da época noticiam com pesar o seu passamento: "Margarida era um pobre trabalhador, analfabeto, porém, dotado de uma elevada intuição poética. Com os seus versos harmoniza-se bem a modesta sinceridade [...] onde não raro se  encontra o perfume de uma boa alma e a prova de um belo talento, que a absoluta falta de instrução não deixou que se desenvolvesse para melhor frutificar." Preponderando, alguns deles que o poeta "chegou a ser notável, pela facilidade com que encontrava a rima e pela prontidão com que vestia e adornava o pensamento."  Diziam outros colunistas que "... era admirável  a facilidade com que encontrava rimas e a habilidade com que as acomodava em suas singelas composições. A décima foi o gênero de verso com que mais se familiarizou, estava em seu elemento quando lhe davam uma quadrinha para glosar. Se muita gente que conversa com as musas apanhasse o talento de Margarida que figura não faria! Mas quase sempre acontece que quando exite aptidão falta a ilustração, ou melhor ainda - quando Deus dá o fubá, o diabo leva o saco...". Outros diziam dele que "...andou aí pela vida sem outra preocupação, além de rimar seus versos... [...] ...e analfabeto não tinha outra fortuna que não a sua satisfação constante, o seu bom humor perene. Dele se pode-se dizer bem que viveu viveu, cantou e morreu... [...] ...O poeta Margarida era conhecido por todos esse interior. O que, no fim de contas, é indício de seu mérito, pois não é coisa fácil de ser homem popular."  Outros enalteciam seu caráter, dizendo que ele "...um honrado trabalhador analfabeto, dotado, porém, de uma facilidade enorme de versejar... [...] ...ele espalhou toda a sua alma generosa e grande em versos que, se não lhe deram o pão para ele e para os seus, deram-lhe a popularidade e estima." 

## O poeta Margarida porCamilo
A propósito de uma contestação que Manoel Margarida se lhe opôs relativa ao comentário sobre a tradução portuguesa do Hamlet, Camilo em 20 de julho de 1879, assim define Margarida:
"... Nesta poesia, rutilante como um látego de estrelas, há bastante imitações dos Iambes de Barbier e dos Chatiments de Victor Hugo; mas os pensamentos inflamados acham-se tão bem traduzidos que se devem aceitar como nacionalização... [...] A última copla do snr. Margarida tem malícias de Byron e de Musset... [...] ...me dizem chalaças saturadas de sal ático, de modo que pareçam de Swift ou Rabelais, respeito o gênio. Tal é esta do snr. Margarida -, e muito me ufano de que ela seja portuguesa, de um patrício, que está no mundo novo. Realmente o seu espirito não cabia no mundo velho. Deixe-se aí estar, porque o seu país é pequeno... [...] ...Aqui, snr. Margarida, quem sente nas artérias da fronte as ferroadas do sangue peninsular... [...] ...se não ofendo o poeta, desejava defender-me da injusta, embora eloquentíssima arguição desta quadra amarga:

Parece mesmo impossível, - Que o ilustre romancista, 

Faça ideia tão horrível - D’um povo que não avista. 

Não posso efetivamente avistar esse povo quanto o meu coração anela; mas, míngua de vista, não formo dele a ideia horrível que o snr. Margarida imaginou com as suas explosões de liberdade de poeta em brasa, que estoura em versos de dinamite. Não, senhor. Eu formo desse povo uma ideia boa, quanto é possível... [...]  ...Mas enquanto o snr. Margarida me não cauciona a inviolabilidade dos meus dentes nessa terra onde há romances e tragédias de "Tira-Dentes", sirva-se o arrojado poeta pôr em verso realista estas minhas ideias, e comunicá-las a esses borrachões. De resto, lamento que o snr. Margarida seja sexo feminino somente no apelido. Se o fosse em toda a sua pessoa, eu pediria ao diabo que me rejuvenescesse para ter o gáudio de ser o Fausto de uma Margarida tão poeticamente organizada."

## Obras
- Flores incultas, vol. 1, - (poesias) - 1848, 1877.[20] [21] [nota 3]
- Flores incultas, vol. 2, - (poesias) - 1877.[24] [25] [nota 4]
- Sátiras ao Brasil, titulo de um folheto publicado pelo autor em 1878.[28]
- Flores incultas, vol. 3, - (poesias) - 1879.[29] [nota 5]
- Terremotos de Espanha, - (poesias) - titulo de um folheto publicado pelo autor em 1885.[31] [32]
- Flores incultas, vol. 4, - (poesias) - (ou Novas Poesias), 1885 [33] [34] - [35] [9] [nota 6]
- Poesias aquáticas, nas águas de Caxambu, - (poesias) - 1885. [nota 7]